# 古典語言
古典語言指的是具有古代书面文字的語言。根據加利福尼亞大學柏克萊分校語言學家喬治·哈特的定義，古典語言「應該是古老的，應該是一種自行發展而來的獨立傳統，而不是其他傳統的分支，此外它還應該富含大量的古典文學。」。
古典語言通常是死語；仍通行的古典語言則多因為口語與書面語的差異隨時間逐漸擴大，因此通行的地區多半顯現出高度雙層語言的特徵。

## 古典研究
在傳統的歐洲古典學研究中，「古典語言」指的多半是古希臘語及拉丁語；這兩種語言都是古典時代地中海地區的書面語言。
至於在全球範圍內的文化重要性而言，美國語言學家愛德華·沙皮爾在其著作《語言（页面存档备份，存于）》中表示古典語言應當包含古典漢語（即文言文）、古典阿拉伯語以及梵語：
當我們意識到一位受過教育的日本人在不使用漢文下幾乎無法表述出一句書面的句子，或是今日的暹羅語、緬甸語及柬埔寨語仍保有數個世紀前隨印度佛教一同傳入的梵語及巴利語的明顯痕跡，或是當我們爭論學校內應否教授拉丁語與希臘語時，我們的論點都無可避免地會包含來自羅馬和雅典的詞彙，這時我們便可粗略地了解到早期的中國文化、佛教與古典地中海文明對世界歷史的意義。世界上僅有五種語言是具有重要性的文化載具。這些語言分別是古典漢語、梵語、阿拉伯語、希臘語與拉丁語。與這些語言相比，即便是如希伯來語或法語等具有文化重要性的語言也僅能屈居次位。
根據沙皮爾的看法，古典語言應當是一種長期具有廣泛影響力的語言，即使在失去其原有的口語型態後亦然。如果一種語言借用他語言的字根來創造新詞彙，那麼他語言即具有古典語言的表徵。
相較之下，擁有龐大影響力的現代語言則被稱為世界語言。

## 古典語言
以下語言在其發展過程中均曾經歷或曾處於「古典」時期。一語言的「古典」時期通常是古代時期的延續，並伴隨著文學的高度發展；舉例而言，古典拉丁語接續著古拉丁語、古典蘇美語接續著古蘇美語、古典梵語接續著吠陀梵語、古典波斯語接續著古波斯語等。在如阿拉伯語與坦米爾語等例子中，「古典」時期即是該語言文學最早的階段。
古典時代
- 蘇美語（蘇美的書面語言，約存在於西元前26至23世紀）
- 中古埃及語（古埃及的書面語言，約存在於西元前20世紀至西元4世紀）
- 古巴比倫語（約存在於西元前20至16世紀間的阿卡德語）
- 中古亞述語（約存在於西元前16至13世紀間的阿卡德語）
- 古典希伯來語（《塔納赫》的語言，猶指西元前7至6世紀《先知書》的語言）
- 古典亞拉姆語（英语：Old Aramaic language）（阿契美尼德王朝的行政語言，存在於西元前6至4世紀）
- 古典漢語（來源為周朝時期的書面語言，廣泛使用於西元前5世紀至今）
- 古典希臘語（西元前5世紀的阿提卡方言）
- 梵語（自西元前4世紀開始使用）[4]
- 古典坦米爾語（約於西元前2世紀至西元2世紀間使用）[5]
- 古典巴利語（佛教經書於西元前2世紀間使用）
- 古典拉丁語（存在於西元前1世紀的書面語言）
- 古典曼達安語（英语：Classical Mandaic）（曼達安教的書面亞拉姆語，於西元1世紀使用）
- 古典敘利亞語（敘利亞基督教的書面亞拉姆語，於西元3至5世紀間使用）
- 中古波斯語（薩珊王朝的宮廷語言，於西元3至7世紀間使用）
- 古典科普特語（埃及與亞歷山大科普特正教會的語言，於西元3至13世紀間使用，至今仍作為儀式性語言使用）

中古時代
- 吉茲語（衣索比亞正統台瓦西多教會的語言）
- 古典亚美尼亚语（亞美尼亞語最古老的形態，自西元5世紀起使用，並作為書面語言存續至18世紀）
- 古典阿拉伯語（由《古蘭經》的語言演變而來，自西元7世紀使用至今）
- 古典康納達語（羅濕陀羅拘陀的宮廷語言）[6]
- 古薩克森語（英语：Old Saxon）（薩克森基督教文學的語言，存在於西元9至12世紀）
- 古爪哇語（英语：Old Javanese）（存在於西元9至15世紀）
- 古英語（《貝奧武夫》與《盎格魯-撒克遜編年史》所使用的語言，存在許多分歧的書面方言）
- 古典喬治亞語（喬治亞黃金時代（英语：Georgian Golden Age (11th-13th centuries)）的語言，存在於西元9至12世紀）
- 古東斯拉夫語（基輔羅斯的語言，存在於西元9至13世紀）
- 高棉語（高棉帝國的語言，存在於西元9至14世紀）
- 新波斯語（波斯文學的語言，自西元9世紀起使用至今）
- 古努比亞語（英语：Old Nubian language）（努比亞的語言，存在於西元9或10世紀至15世紀）
- 古保加利亞語（保加利亞第一帝國黃金時代的語言，約於西元10世紀間使用）
- 古典藏語（西藏的宗教與書面語言，自西元10世紀起使用至今）
- 古典日語（平安時代的文學語言，於西元10至12世紀間廣泛使用）
- 古典奧克語（英语：Old Occitan）（遊吟詩人的語言，於西元11至14世紀間使用）
- 古典他加祿語（英语：Old Tagalog）（約存在於西元900年至14世紀）[7]
- 中古高地德語（中古日耳曼文學的語言，存在於西元11至14世紀）
- 古塞爾維亞語（塞爾維亞在遭鄂圖曼帝國征服前的語言，存在於西元11至14世紀）
- 古典泰盧固語
- 馬拉雅拉姆語[8]
- 古諾爾斯語（自西元12世紀起，維京時期的語言）
- 中古保加利亞語（英语：History of the Bulgarian language）（保加利亞第二帝國的語言，存在於西元12至15世紀）
- 中古低地德語（漢薩同盟的語言，於西元12至17世紀間使用）
- 古典冰島語（英语：Classical Icelandic）（約於西元13世紀使用）
- 古加泰罗尼亚语（亞拉岡文學的語言，於西元13至14世紀間使用）
- 古典曼丁哥語（馬利帝國的語言，於西元13至16世紀間使用）
- 古羅塞尼亞語（立陶宛大公國的語言之一，於西元13至16世紀間使用）
- 古安那托利亞土耳其語（英语：Old Anatolian Turkish）（於西元11至15世紀間使用）
- 古典吉茲語（於西元13至16世紀間使用）
- 古典愛爾蘭語（英语：History of the Irish language）或古典蓋爾語（英语：Classical Gaelic）（西元13至18世紀間蘇格蘭與愛爾蘭蓋爾文學的語言）
- 古典沃洛夫語（於西元13至19世紀間使用）
- 中古英語（《坎特伯里故事集》所使用的語言，於西元14至15世紀間使用，存在多種分歧的書面方言）
- 古典匈牙利語（匈牙利文學的語言，於西元14至15世紀間使用）
- 古典桑海語（桑海帝國的通行語言，於西元14至16世紀間使用）
- 早期新高地德語（英语：Early New High German）（神聖羅馬帝國與宗教改革時的語言，於西元14至17世紀間使用）
- 古典馬來語（英语：History of the Malay language）（海洋東南亞的語言，於西元14至18世紀間使用）
- 中古歐利亞語（歐利亞文學的語言，於西元14至19世紀間使用）
- 察合台語（中亞地區的古典突厥語，於西元14至20世紀間使用）

前殖民時代的美洲
- 古典馬雅語（馬雅文明的語言，存在於西元3至9世紀間）
- 古典奇楚瓦語（英语：Southern Quechua）（16世紀印加帝國的通行語言）
- 古典納瓦特爾語（英语：Classical Nahuatl）（16世紀墨西哥中部的通行語言）
- 古典基切語（英语：Classical K'iche' language）（16世紀瓜地馬拉的語言）
- 古典圖皮語（英语：Classical Tupi）（16至18世紀間巴西的語言）
- 古典馬普切語（16至19世紀間智利的語言）

現代早期
- 文藝復興義大利語（15至16世紀間義大利文藝復興時期的語言）
- 近古葡萄牙語（15至16世紀間葡萄牙黃金時代的語言）
- 早期現代西班牙語（15至17世紀間西班牙黃金時代的語言）
- 古典亞塞利語（英语：Azerbaijani literature）（15至18世紀間高加索山區的通行語）
- 古典丹麥語（英语：History of Danish）（15至19世紀間卡爾馬聯合與丹麥-挪威的語言，同時也是16至19世紀間丹麥文學的語言）
- 古立陶宛語（立陶宛大公國的語言之一，於16至17世紀間使用）
- 近代英語（16至17世紀間《欽定版聖經》與威廉·莎士比亞使用的語言）
- 中古波蘭語（16至18世紀間波蘭黃金時代（英语：Polish Golden Age）的語言）
- 古典鄂圖曼土耳其語（16至19世紀間鄂圖曼帝國的行政機構與詩篇使用的語言）
- 滿語（16至20世紀間統治中國的滿人的語言）
- 早期現代荷蘭語（英语：History of Dutch）（17世紀荷蘭黃金時代的語言）
- 早期現代法語（17至18世紀間路易十四統治下的法國的語言）
- 古典拉迪諾語（18至19世紀間塞法迪猶太文學的語言）
- 古典俄語（英语：History of the Russian language）（18至19世紀間俄羅斯帝國的語言）
- 古典蒙古語（18至20世紀間蒙古文學與藏傳佛教翻譯經文所使用的語言）
- 古典意第緒語（19至20世紀間意第緒文藝復興（英语：Yiddish Renaissance）的語言）

### 圖書
- Flood, Gavin, , Cambridge University Press, 1996, ISBN 0-521-43878-0
- Nair, K. Ramachandran. . Ayyappapanicker  (编). . Sahitya Akademi. 1997. ISBN 81-260-0365-0.